# 复活节兔

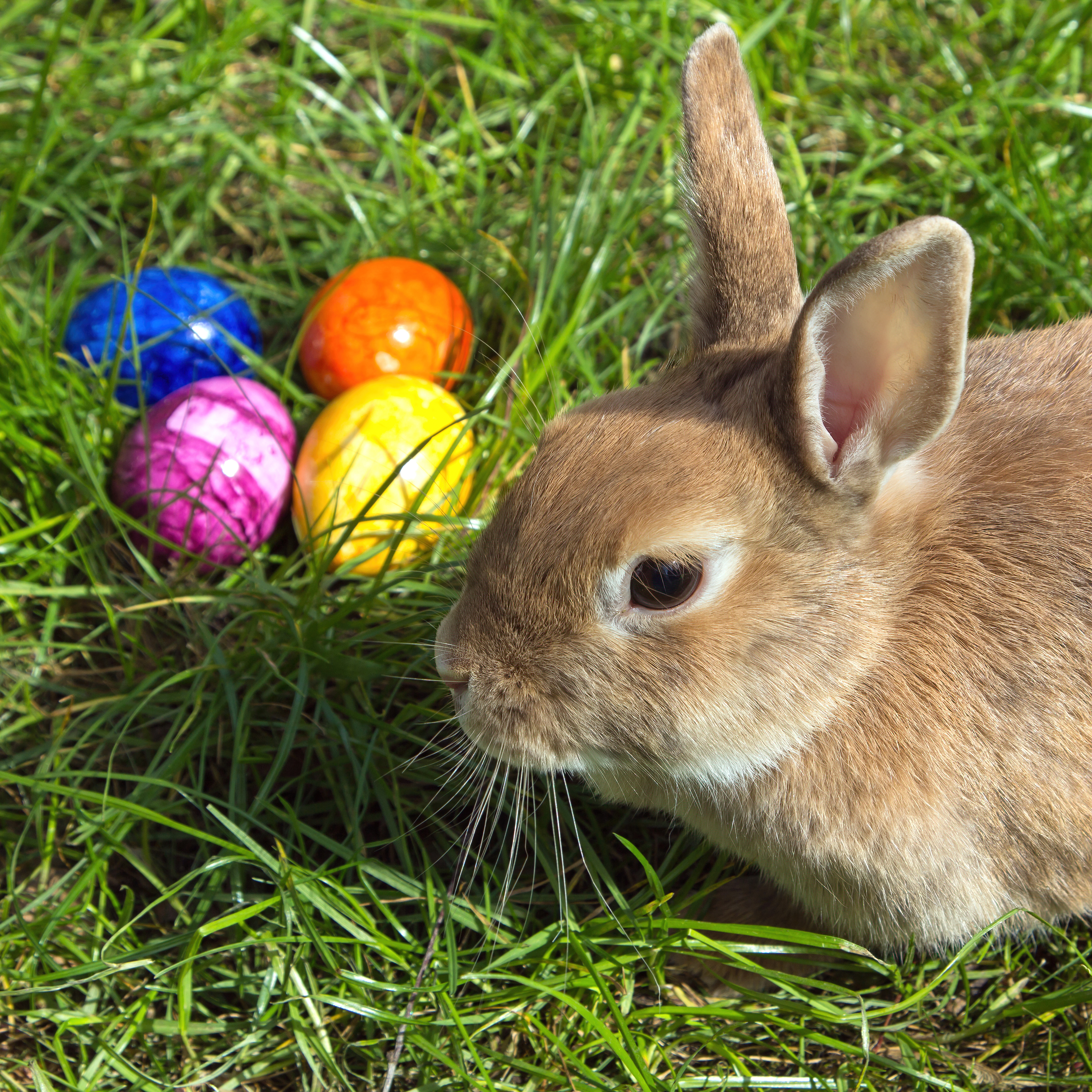
復活節兔

复活节兔是復活节象征之一。其表现形式为在复活节（或春分）的时候给孩子们送出礼物的兔子。它源于西欧文化，通常由野兔而不是家兔的形象出现。在东半部的欧洲大陆，如匈牙利，也有其悠久的历史。作为多产动物的兔子，象征了春天的复苏和新生命的诞生。兔子是爱神阿佛罗狄忒的宠物，也是日耳曼土地女神霍尔塔的持烛引路者。因此，现在兔子是作为给孩子们送復活节蛋的使者。复活节兔子来自于一个民间传说的代表。类似的还有圣诞老人和牙齿仙子。部分的家庭参与这一庆祝活动并不是因为相信其存在，而是作为一种传统，或者是觉得有趣。

## 起源
有一句俗语叫做“疯狂如三月的兔子”，说的是在早春的时候，野兔变得疯狂的事情。那时雄兔为了与雌兔进行交配而彼此激烈争斗。而同时，雌兔在向雄兔屈服前通常又会不断拒绝雄兔，使得配对的行为看起来象一场疯狂的舞蹈，這樣的场面让早期的观察者认为是春季的到来让野兔们发了狂。家兔与野兔都属兔科，它们是繁殖很快的育种。雌性可以在怀第一窝小兔的时候同时怀上第二窝小兔（两窝小兔将分别出生）。这种现象被称为异期复孕。兔类的性成熟很早，在一年内可产下几窝小兔（因此有俗话说“像兔子一样能生”）；所以白兔和野兔成为丰饶多产的代表，他们在交配期间的行为也被引入了民间神话传说。即使如此，能下蛋的兔子这一概念所出何处至今仍没有办法确定，可能只是来自于象征概念上的混淆，但也有可能就如复活节本身，是一种旧传统的沿袭。在日耳曼人以及斯拉夫人的语言中，“复活节”一词来自于一个古代的异教女神，春季女神。根据那个传说所述，春季女神曾经救了一只在冬季被冻伤翅膀的小鸟，将它变成了一只兔子。由于它曾经是一只鸟，它依旧保留了生蛋的能力。它便是后来的复活节兔子。
復活節彩蛋这一习俗虽然也同样是源于古代，但其出处依旧不可考证。希腊人通常在这一天将蛋涂成红色，用血的颜色来表示春季时的万物复苏（后来，这也表示了受难基督之血）。有的人也用绿色涂抹，纪念在一个冬季的枯槁后所发出的新绿。其他的颜色，包括在美国及其他地方流行的柔和淡色（或许是象征彩虹）也随之出现。
德国的新教徒们想要保持天主教在复活节吃彩蛋的传统，可又不希望自己的孩子接受天主教的禁事习俗。
下蛋的兔子这一概念在18世纪被引入美国。在宾西法尼亚的荷兰区，德国移民者给他们的孩子讲有关「Osterhase」的故事。“Hase”就是野兔而不是家兔。所以在西北欧的民间传说，提到的都是野兔而不是家兔。
通常只有乖孩子才能在自己准备的巢中收到作为礼物的彩蛋。

## 各地风俗
根据美洲的传统，复活节兔子会在复活节那天的早晨给乖孩子一篮子的礼物（包括彩蛋和各式各样的巧克力和糖果）。有时候，孩子们会给复活节的兔子准备胡萝蔔，就像给圣诞老人准备牛奶和小餅乾一样。在美国，人们认为兔子们会将装饰好的彩蛋或是装满了糖果或零用钱的塑料蛋偷偷藏起来，让孩子们自己去找。美国的一些组织重新将这个小东西命名为“春季小兔”，为了避免原来名字中所含的宗教意义。而这一举动亦引发了不少的争论。
在匈牙利，孩子们为兔子准备巢，好让它们摆放送来的蛋，巧克力或是其他的礼物。有的时候，家长会送孩子们一只真的小兔子。
在澳大利亚，兔子过度繁殖，被认为是有害的物种。人们开始试图用“兔耳袋狸（Bilby）”的袋狸类代替复活节兔子。由于这种袋狸为濒危物种，也没有复活节兔子的影响久远，所以复活节兔子仍是被大多数人所熟知。
在法国和比利时，据说蛋是由天空中飞过的鐘扔下的。在基督教的传统中，教堂的钟会在复活节前一个周五保持沉默，为了纪念受难而死的基督，然后在复活节的早上重新敲响来纪念主的重生。教堂的钟，会带着翅膀，先飞向罗马，再在复活节的早上飞回来，途中洒落复活节的蛋。
在罗马尼亚和匈牙利，孩子们和家长一起在复活节前的周四或者周六装饰彩蛋，然后复活节兔子会在周六到周日的晚上给孩子送来礼物。有的家庭也会在周五到周六的晚上收到礼物。

## 相关商品
在复活节期间，商家大量制作并出售巧克力製的复活节兔子，表面包有印刷的锡箔。

## 復活兔圖片集

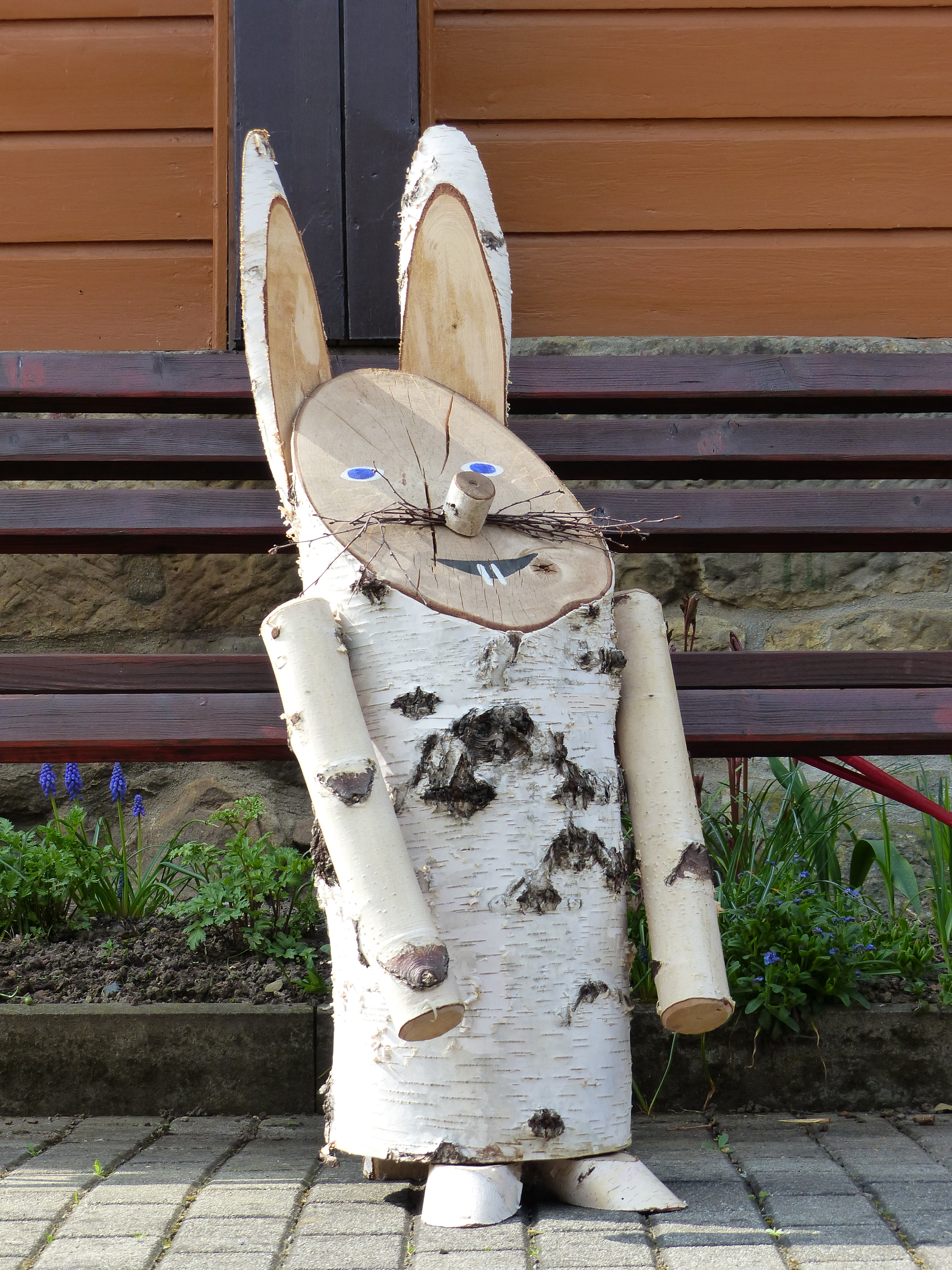
木頭製的復活兔
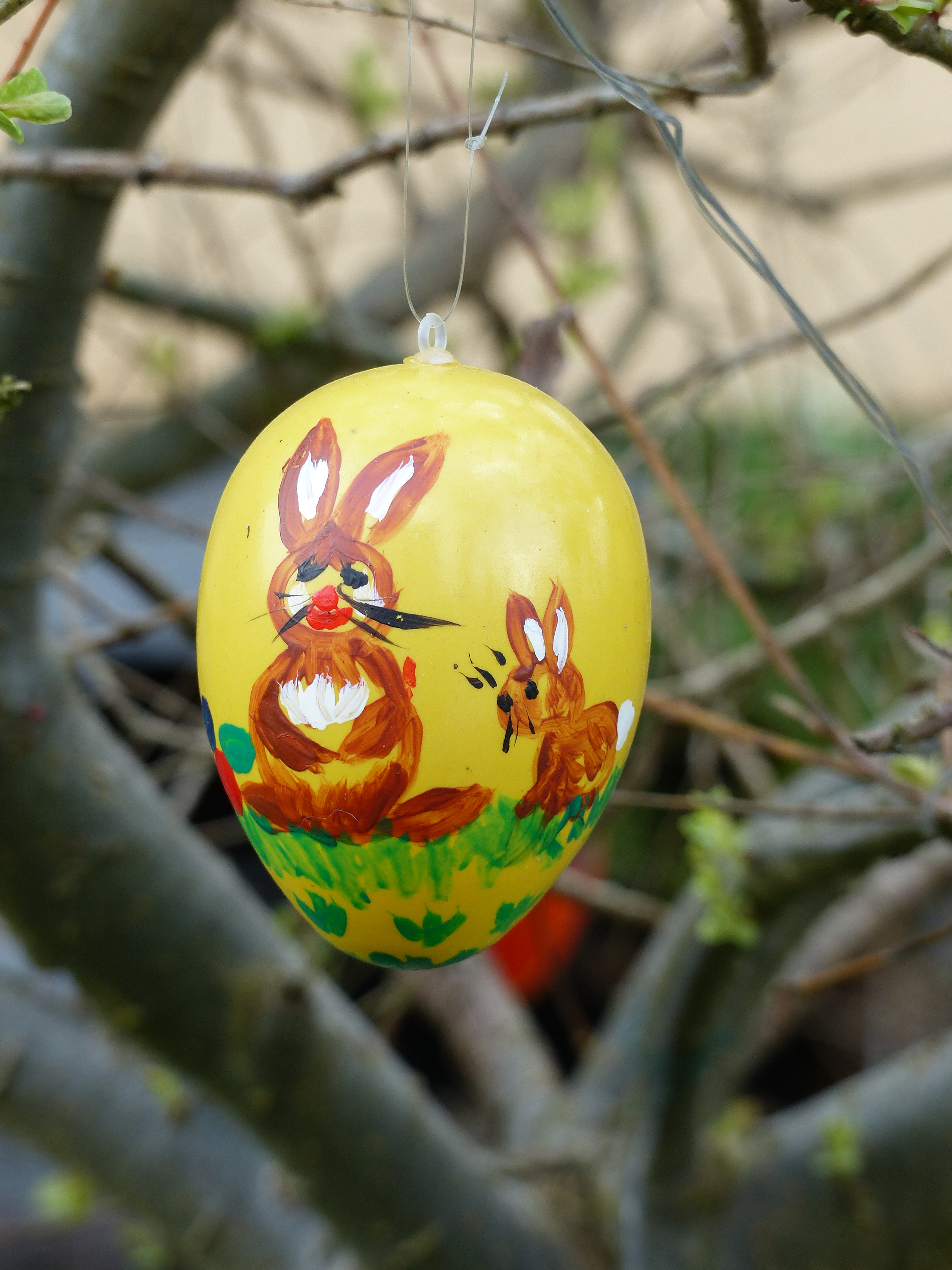
復活兔的裝飾
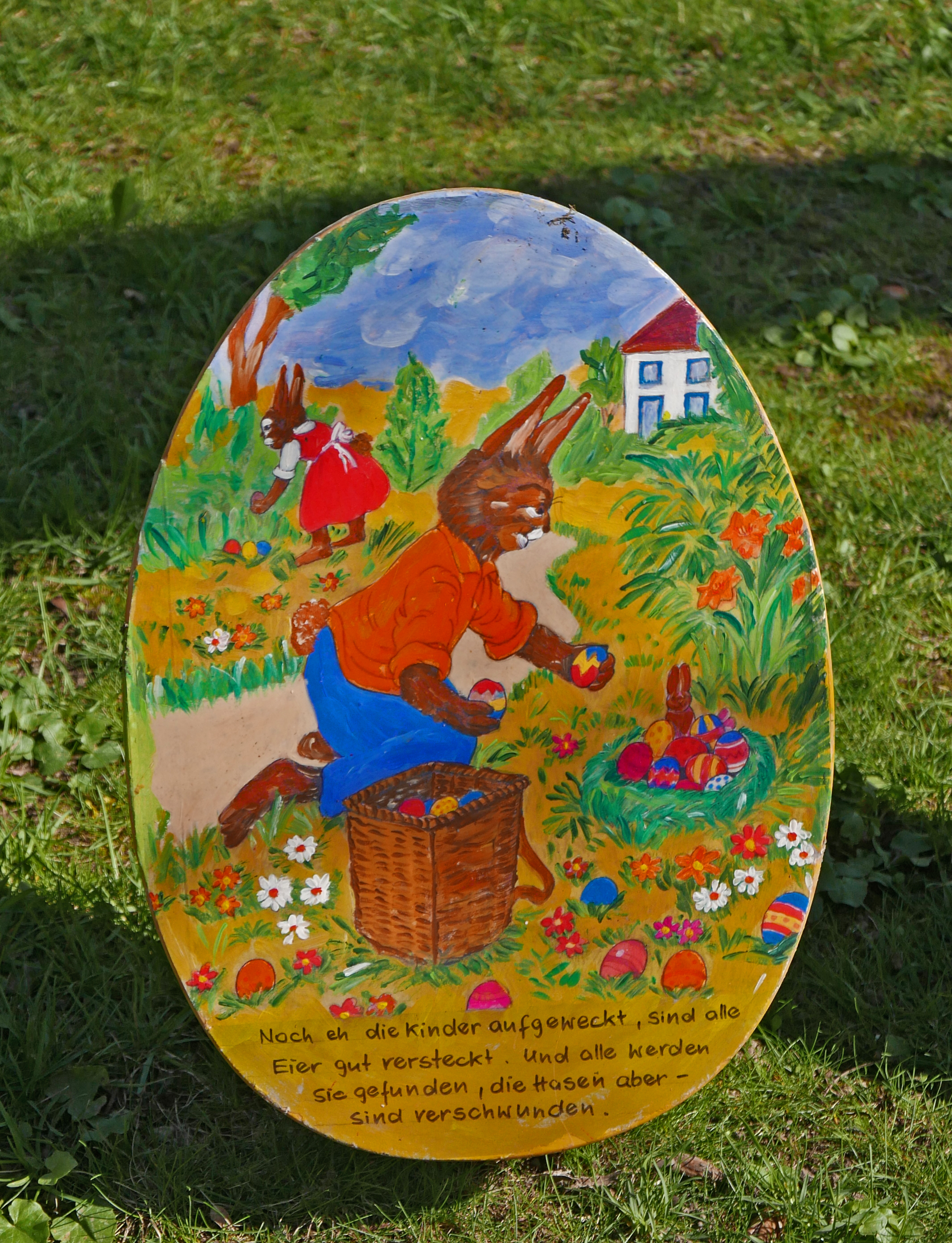
復活兔的故事
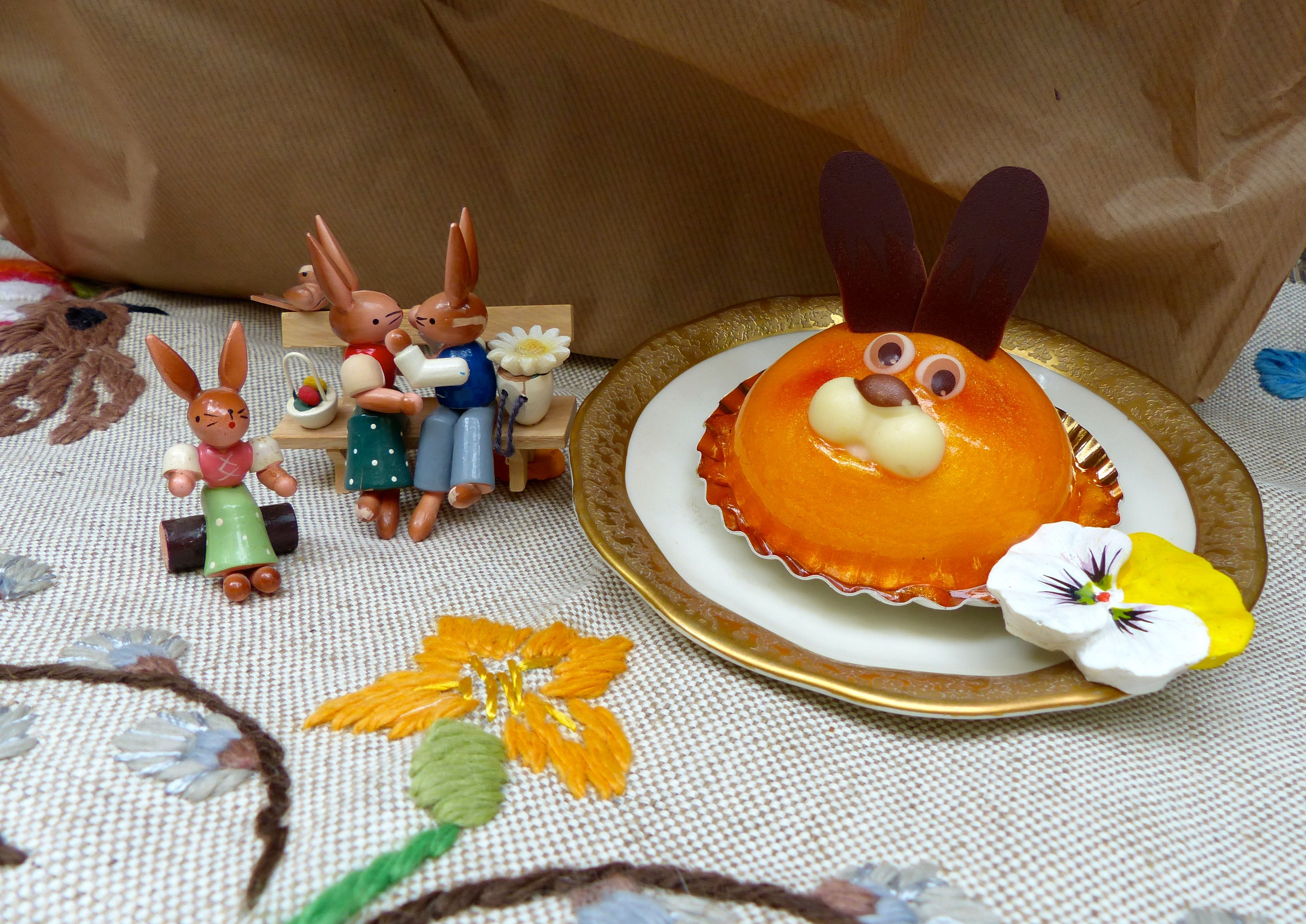
復活兔甜點和復活兔子木偶
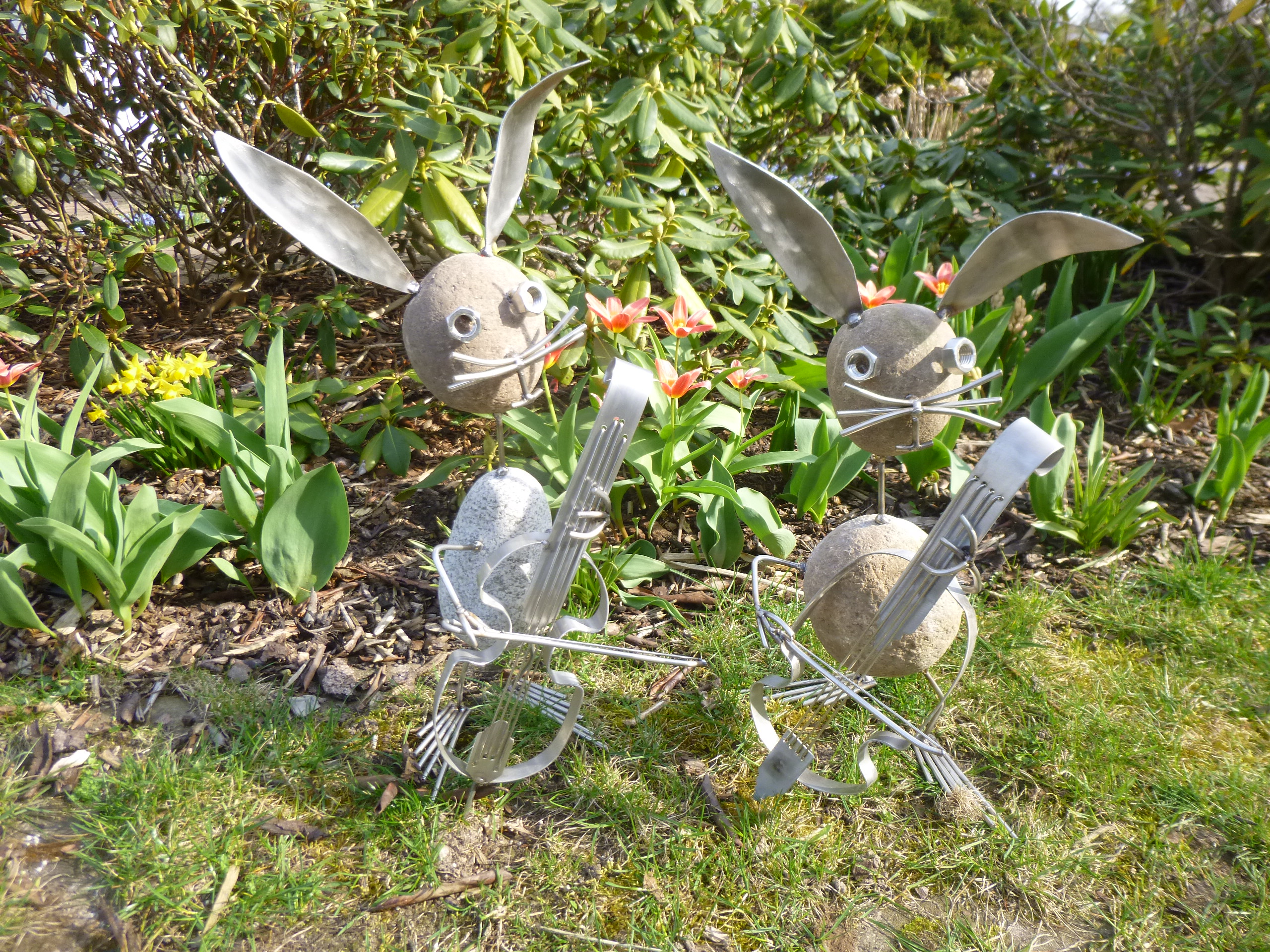
自製復活兔的作品
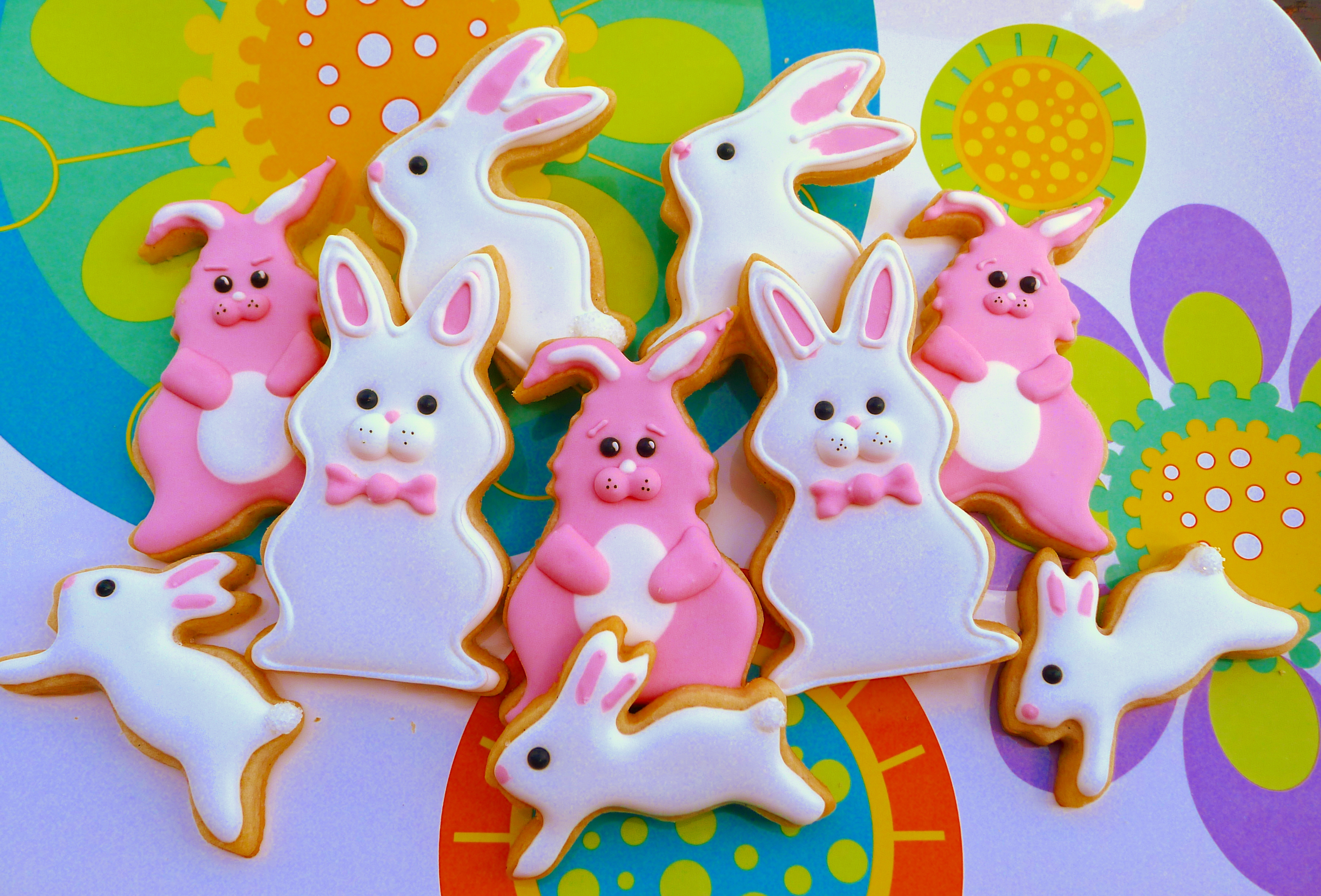
復活兔子餅乾
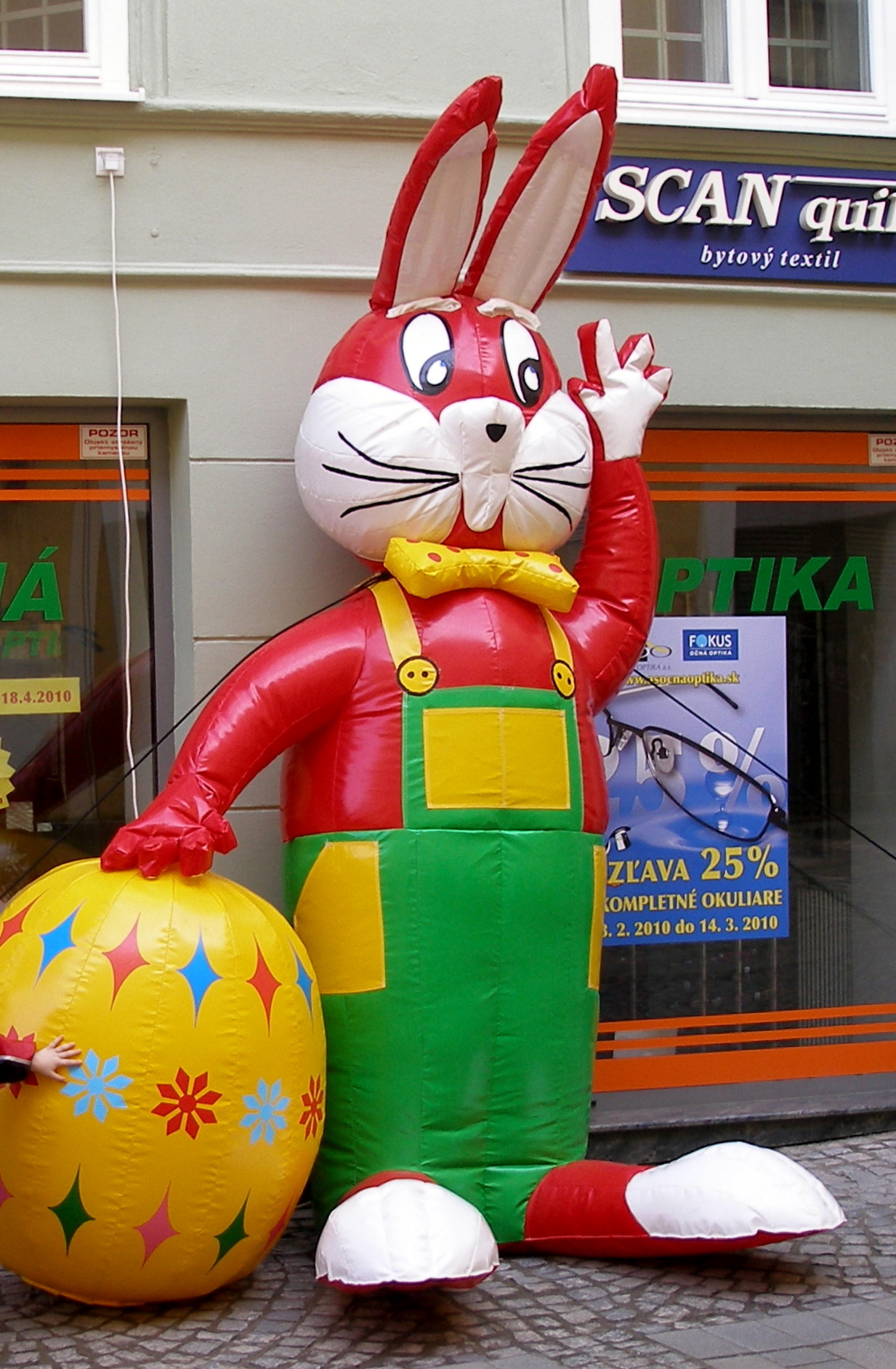
復活兔子的汽球
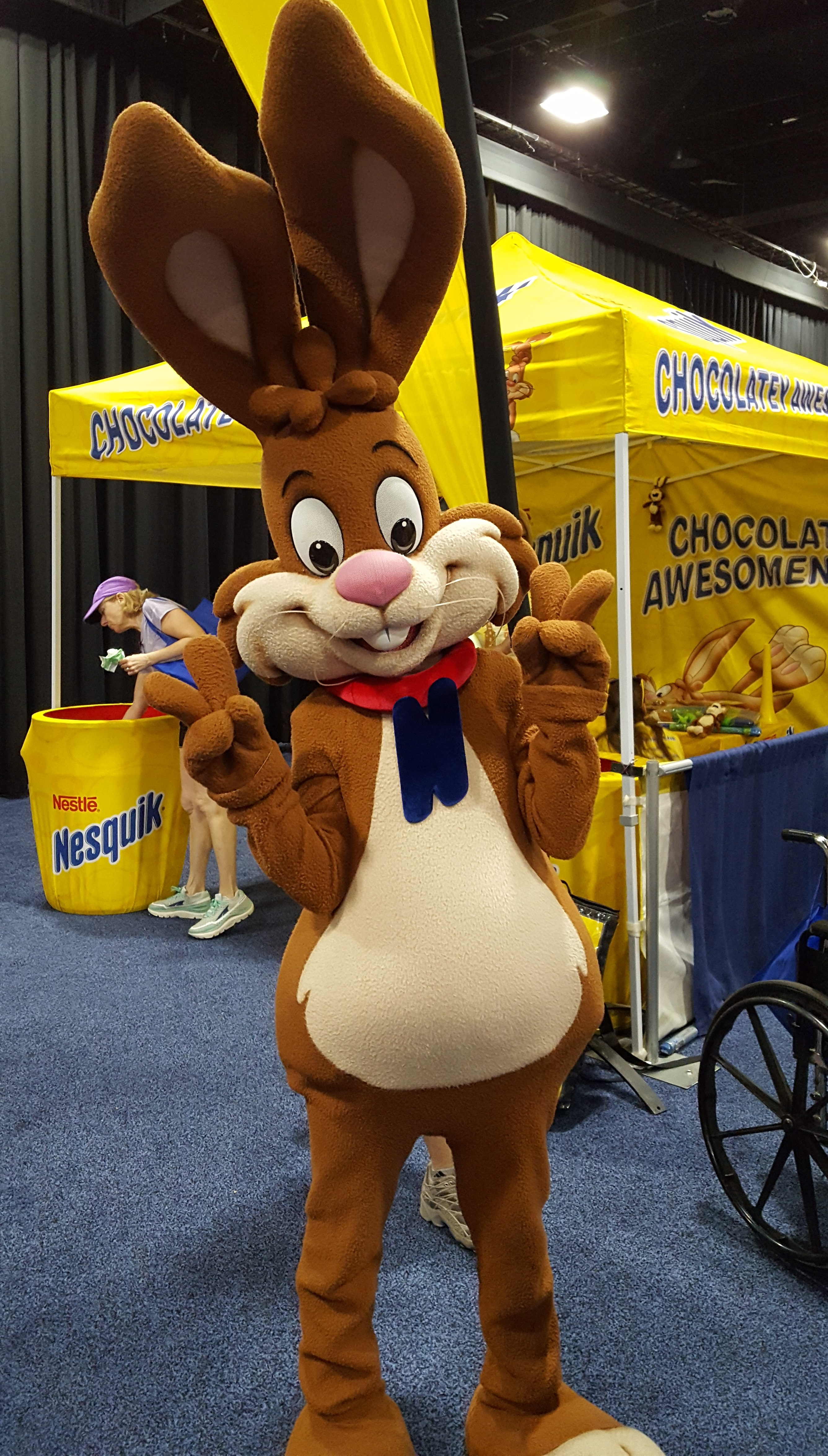
復活兔子模特兒